# Tratado de El Pardo (1728)
El Tratado de El Pardo o Convenio de El Pardo fue firmado entre el reino de Gran Bretaña y España en marzo de 1728 en el Palacio Real de El Pardo en Madrid. Puso fin a la guerra anglo-española de 1727, al resolver los principales puntos de disputa entre los dos Estados, aunque el posterior Congreso de Soissons y el tratado de Sevilla serían elaborados sobre estas bases. El objetivo británico era firmar la paz con España antes de unirse a una potencial alianza con Austria; sin embargo, los términos acordados por el embajador británico en Madrid Benjamin Keene fueron considerados muy indulgentes por sus superiores en Londres y fueron repudiados, lo que condujo a posteriores discusiones en Soissons que duraron casi un año.
A pesar de los esfuerzos diplomáticos, una nueva guerra estalló entre Gran Bretaña y España en 1739, poco más de una década después de la conclusión de esta paz.